# Emília Baró i Sanz
Pour les articles homonymes, voir Baró et Sanz.
Emília Baró i Sanz, née à Barcelone le 22 juin 1884 et morte dans cette même ville le 2 novembre 1964, est une comédienne de théâtre catalane.

## Biographie
Elle est mariée au journaliste, comédien et traducteur Carles Capdevila.
Sa sœur Antònia est également actrice.
Elle est une grande personnalité du théâtre catalan d'avant la guerre d'Espagne.

## Postérité
Sa sépulture se situe dans le cimetière du Poblenou, dans la ville de Barcelone.